# Orangey
Orangey (cũng là Orangey Minerva), một con mèo mướp đực có bộ lông màu mứt cam, là một diễn viên động vật được sở hữu và huấn luyện bởi người quản lý động vật điện ảnh Frank Inn.
Orangey (còn được ghi dưới nhiều tên khác nhau) có sự nghiệp phát triển trong lĩnh vực điện ảnh và truyền hình vào những năm 1950 và đầu thập niên 1960 và là con mèo duy nhất giành được hai giải thưởng PATSY (Ngôi sao hàng đầu của năm, một phiên bản Oscar của một diễn viên động vật), đầu tiên cho vai trò tiêu biểu trong bộ phim Đại hoàng (1951), một câu chuyện về một con mèo được thừa kế một gia tài, và lần thứ hai cho vai diễn "Con mèo" trong Bữa sáng tại Tiffany's (1961). Với bộ phim này, Orangey đã giành giải thưởng PATSY năm 1962 với vai diễn "con vật bẩn thỉu vô danh". Nó cũng đã được ghi nhận với vai diễn "con mèo" trong bộ phim chuyển thể năm 1959 mang tên Nhật ký Anne Frank. Con mèo được coi là thú cưng của gia đình trong bộ phim The Incredible Shrinking Man năm 1957, trong đó nó bị vu oan rằng đã ăn nhân vật chính.
Orangey được một giám đốc hãng phim gọi là "con mèo đáng yêu nhất thế giới". Nó thường xuyên cào cấu và cắn diễn viên. Tuy vậy, nó được đánh giá cao về khả năng ở yên trong vài giờ. Tuy nhiên, đôi khi, nó sẽ chạy trốn sau khi quay một số cảnh và việc sản xuất phim sẽ bị ngừng hoạt động cho đến khi mọi người tìm ra nó có thể được tìm thấy. Inn đôi khi sẽ phải cho chó bảo vệ ở lối vào studio để ngăn con mèo của mình chạy trốn.
Những lần xuất hiện khác bao gồm một vai diễn thường xuyên là "Minerva" trong bộ phim truyền hình Our Miss Brooks (1952 - 1958).